# Attraverso lo specchio (suite orchestrale)
Attraverso lo specchio (in inglese Through the Looking Glass) è un poema sinfonico del compositore e critico musicale statunitense Deems Taylor, composto tra il 1917 e il 1919 ed tratta dal romanzo scritto dal matematico e scrittore Lewis Carroll, appartenente alla serie di romanzi sul personaggio di Alice ed trasposta in molti film, serie tv e in vaste opere musicali.
Questa composizione descrive in musica la trama del romanzo ed è organizzata in quattro movimenti, che sono talvolta divisi in due parti, Dedication, The Garden of Live Flowers, The Looking Glass Insects e The White Knight.

## Storia
Nonostante un corso di lezioni musicali dal compositore Oscar Coon Taylor era un compositore autodidatta. I suoi primi successi furono nel giornalismo, dove fu critico per il mondo di New York, ed egli si dimise da quel posto per concentrarsi sulle sue composizioni. 
La suite "Through the Looking Glass" è stata originariamente scritta durante la Grande Guerra e fu incisa originalmente per flauto, oboe, clarinetto, fagotto, corno, pianoforte e archi. Questo arrangiamento fu ascoltato per la prima volta in un concerto della New York Chamber Music Society il 18 febbraio 1919. Successivamente il compositore riscrisse il lavoro per orchestra completa ed esso venne ascolto in forma di concerto della New York Symphony Orchestra diretta da Walter Damroach il 10 marzo 1923.

## I movimenti
Il movimento di apertura inizia con una "dedica". Taylor ha musicalmente descritto la prefazione dell'autore all'opera - "Figlio della fronte pura, non velata e che sogna occhi di meraviglia!" Questo porta direttamente a "Il giardino dei fiori vivi" che è descrittivo della flora del Giardino dello Specchio con cui parlava l'un l'altro. 
Il secondo movimento è un po' 'più sinistro. Viene descritta la bestia "spaventosa" Jabberwock. Qui una piccola marcia annuncia l'arrivo dell'eroe. La lotta che ne segue è rappresentata musicalmente con una breve fuga. Taylor ha notato che "la sua lama vorpal (in realtà lo xilofono) diventa snack-snack e il mostro impersonato dal doppio fagotto muore per una morte persistente e convulsa."
Il terzo movimento è The Looking Glass Insects. Il compositore ha sapientemente interpretato tutti questi "favoriti": la mosca a dondolo, il moscerino, l'elefante ape, la mosca del drago a scatto e il pane e la farfalla. Taylor ha suggerito che ci sono diversi temi che attraversano i suoi movimenti, ma sconsiglia di tentare di assegnare il tema al volo.
Infine, l'ultimo movimento è una brillante interpretazione di The White Knight. Taylor ha utilizzato due temi qui; egli suggerisce che "il primo [è] una sorta di prance strumentale, essendo la stessa concezione del cavaliere di se stesso come un tipo audace e diabolico. Il secondo è insipido, dolce, un po 'sentimentale, molto più simile al cavaliere che era veramente. "